# Groupe Open
Pour Open, voir Open.
Open est une entreprise française née du rapprochement de plusieurs entreprises informatiques et dirigée par Frédéric Sebag et Guy Mamou-Mani.
La société était cotée à la bourse de Paris jusqu'en 2022.

## Histoire
Après avoir cédé en 2008 sa filiale de distribution Logix au groupe américain Arrow Electronics,, le groupe Open a fusionné les SSII Teamlog, Innetis et Sylis. Après une année 2010 difficile, le groupe Open rachète la société de conseil Qualitech pour développer son pôle de consultants.
En 2013, Groupe Open signe un partenariat avec Google Entreprise pour proposer une offre multi-services en cloud, OpenApps, et un autre partenariat avec Numergy pour une nouvelle offre "cloud public". En 2016, le groupe Open acquiert la Netscouade, agence de communication digitale pour un montant proche de 4 millions d'euros. En 2019, le groupe Open procède à l’acquisition d'IZBERG, éditeur de places de marché pour Vente-Privée, Alstom, Suez, Sonae, Pixmania, Europ-Assistance, Gifi, etc. .
En décembre 2019, Open est le maître d'oeuvre de la plateforme regroupant les données de santé, Health Data Hub, défendue par Stéphanie Combes, le député Cédric Villani, Emmanuel Macron et doté d’un budget de 80 millions d’euros. 

## Activités
Groupe Open est un groupe français d'entreprises informatiques centrées sur la fourniture de prestations autour des applications, des infrastructures et du conseil. Créé en France et présente sur l’ensemble du territoire, le groupe est également implanté au Luxembourg et en Roumanie. En 2016, son chiffre d'affaires est de 305 M€ pour 3600 employés.

## Actionnaires
| Nom                             | Actions   | %     |
| Frédéric Sebag                  | 1 590 541 | 18,6% |
| Laurent Sadoun                  | 1 009 177 | 11,8% |
| Sycomore Asset Management       | 550 619   | 6,43% |
| Keren Finance                   | 427 442   | 4,99% |
| Guy Mamou-Mani                  | 366 446   | 4,28% |
| Groupe Open                     | 193 482   | 2,26% |
| Renta 4 Gestora Sgiic           | 145 747   | 1,70% |
| Valérie Benvenuto               | 137 853   | 1,61% |
| Valentum Asset Management Sgiic | 120 087   | 1,40% |
| Dimensional Fund Advisors       | 95 798    | 1,12% |

Mise à jour 28 mars 2019.